# Brewcaria
Brewcaria es un género de plantas con flores perteneciente a la familia Bromeliaceae. Es originaria de Colombia y sur de Venezuela.

## Descripción
Las plantas tienen hojas  rígidas, espinosas, con una disposición de roseta. La inflorescencia es erecta, simple, con densa espiga. Las flores son sésiles.  Las semillas tienen seis pequeños apéndices o aletas muy estrechas.

## Taxonomía
El género fue descrito por L.B.Sm., Steyerm. & H.Rob y publicado en Acta Botanica Venezuelica 14(3): 10. 1984. La especie tipo es: Brewcaria duidensis L.B.Sm., Steyerm. & H.Rob.

## Especies aceptadas
A continuación se brinda un listado de las especies del género Brewcaria aceptadas hasta octubre de 2013, ordenadas alfabéticamente. Para cada una se indica el nombre binomial seguido del autor, abreviado según las convenciones y usos.
- Brewcaria brocchinioides (L.B.Sm.) B.Holst
- Brewcaria duidensis L.B.Sm., Steyerm. & H.Rob.
- Brewcaria hechtioides (L.B.Sm.) B.Holst
- Brewcaria hohenbergioides (L.B.Sm.) B.Holst
- Brewcaria marahuacae L.B.Sm., Steyerm. & H.Rob.
- Brewcaria reflexa (L.B.Sm.) B.Holst